# Sepia rex
Sepia rex är en bläckfiskart som först beskrevs av Tom Iredale 1926.  Sepia rex ingår i släktet Sepia och familjen Sepiidae. Inga underarter finns listade i Catalogue of Life.